# 수에즈 운하

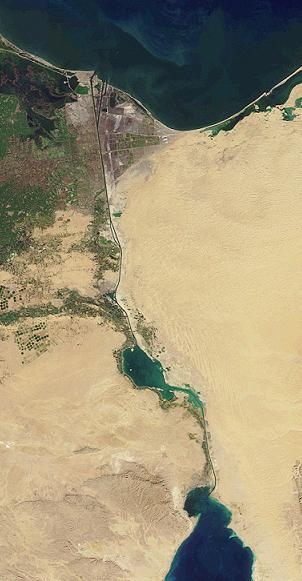
수에즈 운하의 위성 사진

수에즈 운하(이집트 아랍어: قناة السويس)는 지중해와 홍해를 수에즈 지협을 통해 잇는 이집트의 운하로, 1859년부터 1869년까지 약 10년간의 공사를 거쳐 1869년 11월 17일 공식 개통하였다. 북대서양과 인도양을 잇는 항로라면 필수로 지나가는 운하인 동시에, 아시아와 아프리카의 경계를 구분하는 운하다. 건설 당시의 운하는 길이 164 km, 깊이 8m였지만, 몇 번의 확장 공사를 받아 현재는 길이 193.30km, 깊이 24m, 폭 205m가 되었다. 북쪽의 포트사이드에서 시작되어 남쪽의 수에즈시에 위치한 투피크항까지 이어진다. 2021년 한해 이곳을 통과한 선박 수는 총 20,600여척에 달하며 하루 평균 56척의 배가 통과하였다.
수에즈 운하는 편도 방향으로 운영되며, 선박의 엇갈림은 그레이트비터호 등 4곳에서 가능하다. 운하에는 갑문이 없기 때문에 해수가 자유롭게 흘러간다. 일반적으로 그레이트비터호 북쪽 운하의 물은 겨울에는 북쪽으로, 여름에는 남쪽으로 흐르며, 호수 남쪽의 물은 수에즈의 조수에 따라 흐름 방향이 바뀐다.
운하는 이집트 정부의 소유지만, 1956년 7월 가말 압델 나세르 대통령이 국유화하기 전까지는 프랑스와 영국을 중심으로 한 유럽의 주주가 운하를 운영하는 기업을 소유하고 있었으며, 1956년 10월의 수에즈 위기의 원인이 되었다. 콘스탄티노플 협약에 따라 "전시에서도 평시에도 통상 또는 전시의 모든 선박이 깃발의 구분없이" 사용할 수 있다. 그럼에도 불구하고 수에즈 운하는 군사전략적 역할을 해 왔다. 지중해와 홍해에 해안선이 있는 이집트와 이스라엘은 특히 수에즈 운하에 관심을 가지고 있다.
2014년 8월, 이집트 정부는 수에즈 운하 통과 시간을 단축하기 위해 발라바이패스 35km를 확장하는 공사에 착수했다. 이 확장 공사는 수에즈 운하의 용량을 하루 49척에서 97척으로 늘리는 것을 목적으로 하고 있다. 비용은 594억 이집트 파운드(90억 달러)로, 이집트 법인 및 개인에게만 발행된 투자 증명서로 자금을 조달했다. 확장된 신 수에즈 운하는 2015년 8월 6일 개통했다.

## 역사

### 고대의 운하
오늘날 존재하는 수에즈 운하 인근에는 파라오의 운하가 있었다. 이미 고대 이집트 제26왕조 네카우 2세(네코 2세, 재위 : BCE 610 - BCE 595)는 지중해-홍해를 잇는 운하 건설을 최초로 시도하여 완성을 눈앞에 두었다. 그러나 신탁에서 운하가 완성되면 적들이 유리하게 이용하리라고 했기 때문에 완성되지 못하고 중지되었다.
당시 무려 14만 명의 사망자를 냈으며, 19세기에 만들어진 수에즈 운하와는 달리 나일강 삼각주의 제일 동쪽 끝에 흐르는 한 지류와 홍해를 연결했다. 네카우는 두 척의 배가 동시에 지날 수 있을 정도로 넓게 판 운하로 지중해와 홍해를 연결해 양쪽 바다의 함대를 통합 운영하려 했다.
역사상 수에즈 운하의 건설 작업은 여러 차례 시도됐으나, 페르시아의 다리우스 1세 (재위 : BCE 550 - BCE 486년 경)가 이집트를 정복한 후 드디어 완성돼 이집트와 페르시아 간 항해가 용이해졌다.
알렉산드로스 대왕의 사후 이집트를 지배한 프톨레마이오스 왕조，로마 제국이 전성기를 구가하던 2세기 초의 트라야누스 황제 시대，초기 이슬람 시대에도 운하가 재개통됐지만 그때마다 침니(沈泥) 현상이 일어나 물길이 다시 막혔다.

### 현대의 운하
1858년 페르디낭 드 레셉스가 운하 건설을 위해 수에즈 운하 회사를 설립, 1859년부터 1869년까지 오스만 제국의 지원 하에 공사가 진행되었다. 1869년 11월 17일 정식 개통했다.
이후 대영제국이 운하를 다시 개통시켰으나, 1956년에 가말 압델 나세르의 이집트 정부에서 수에즈 운하를 국유화함으로써 이집트 정부로 반환되었다. 그에 따라 제2차 중동전쟁이 발발하였으나, 미국과 소련의 상호 협약에 의해 수에즈 운하는 이집트가 관리하게 되었다.
2021년 3월 23일 홍해 쪽에서 진입하던 초대형 컨테이너선 에버 기븐호가 운하의 양측면에 걸려 통행이 중지, 일시적인 물류대란이 빚어지는 사건이 발생했다. 당국이 예인선 등을 대거 투입해 사고 6일 만에 에버기븐호를 그레이트비터호로 이동시켰으며, 106일 만인 4월 7일에 운하에서 벗어났다.

## 구조

### 용량

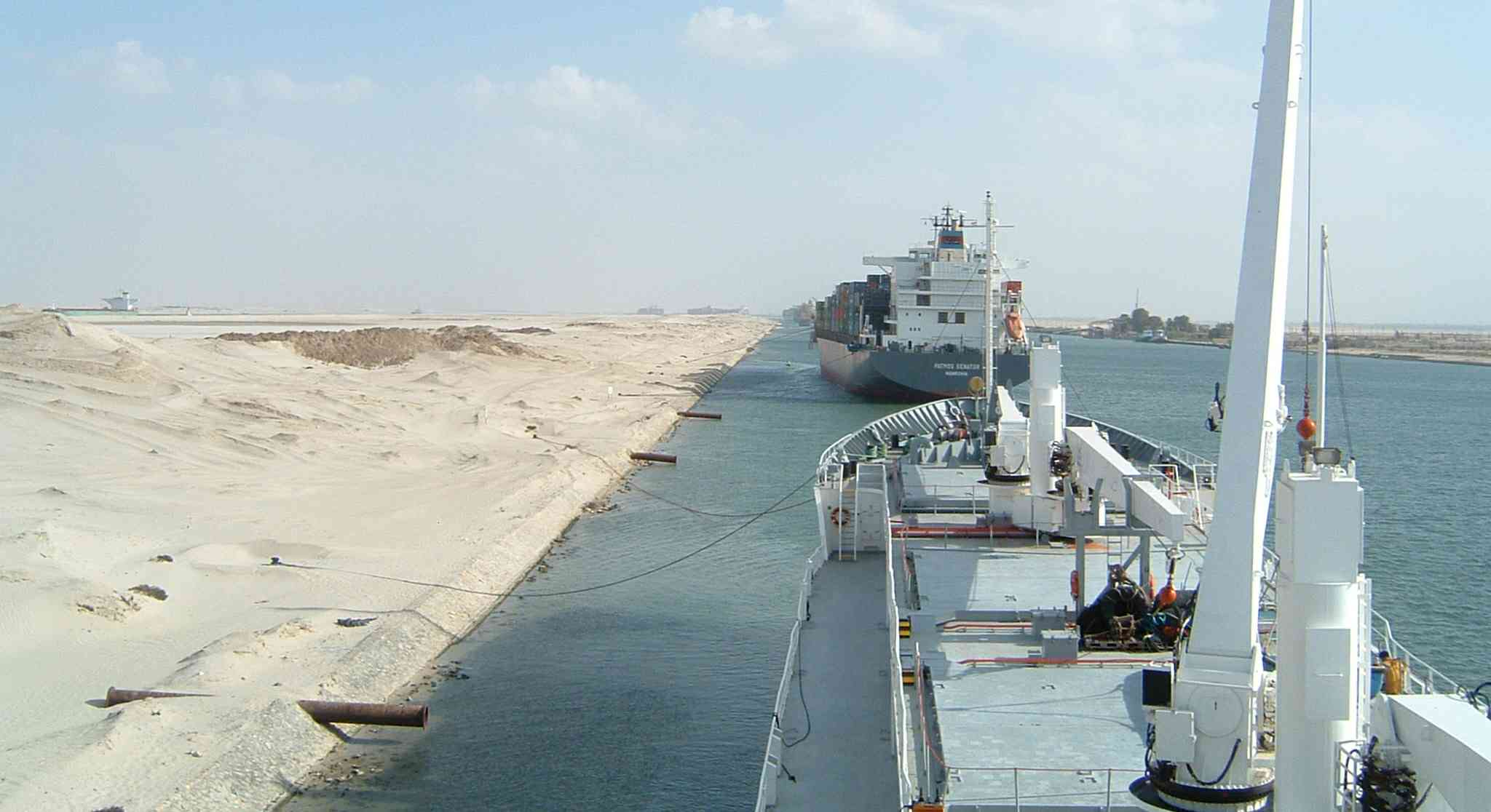
통행 중 엘 발라에서 정박한 선박들.

수에즈 운하는 배수량(군함) 15만톤의 선박도 지나갈 수 있다. 선박의 흘수(선박의 바닥에서 물이 잠긴 수면까지 수직 길이)가 20m까지 허용되며, 만적상태의 24만톤 수퍼탱커도 통과할 수 있다. 어떤 수퍼탱커는 너무 커서, 초과 적재량은 따로 내려 운하 소유의 보트에 실어서 따로 보냈다가, 배가 운하를 지나면 다시 싣기도 하였다.

### 우회로
수에즈 운하 대신 다른 길로 우회하려면 주로 아프리카의 아굴라스 곶으로 돌아간다. 이 항로는 수에즈 운하로 다닐 수 없을만큼 큰 선박이 이용하며, 수에즈 운하가 건설되기 전에는 선박들이 우회로인 아굴라스 곶으로 다녔다. 최근 소말리아 해적이 창궐하면서 안전상의 이유로 아굴라스 곶 항로를 이용하기도 한다.
1869년에 운하가 개통되기 전에 두 대륙을 오가는 상품을 배에서 내려 지중해와 홍해 사이 육로로 운반하기도 했다. 하루에 운하를 지나갈 수 있는 선박 수는 106척이다.

## 운영

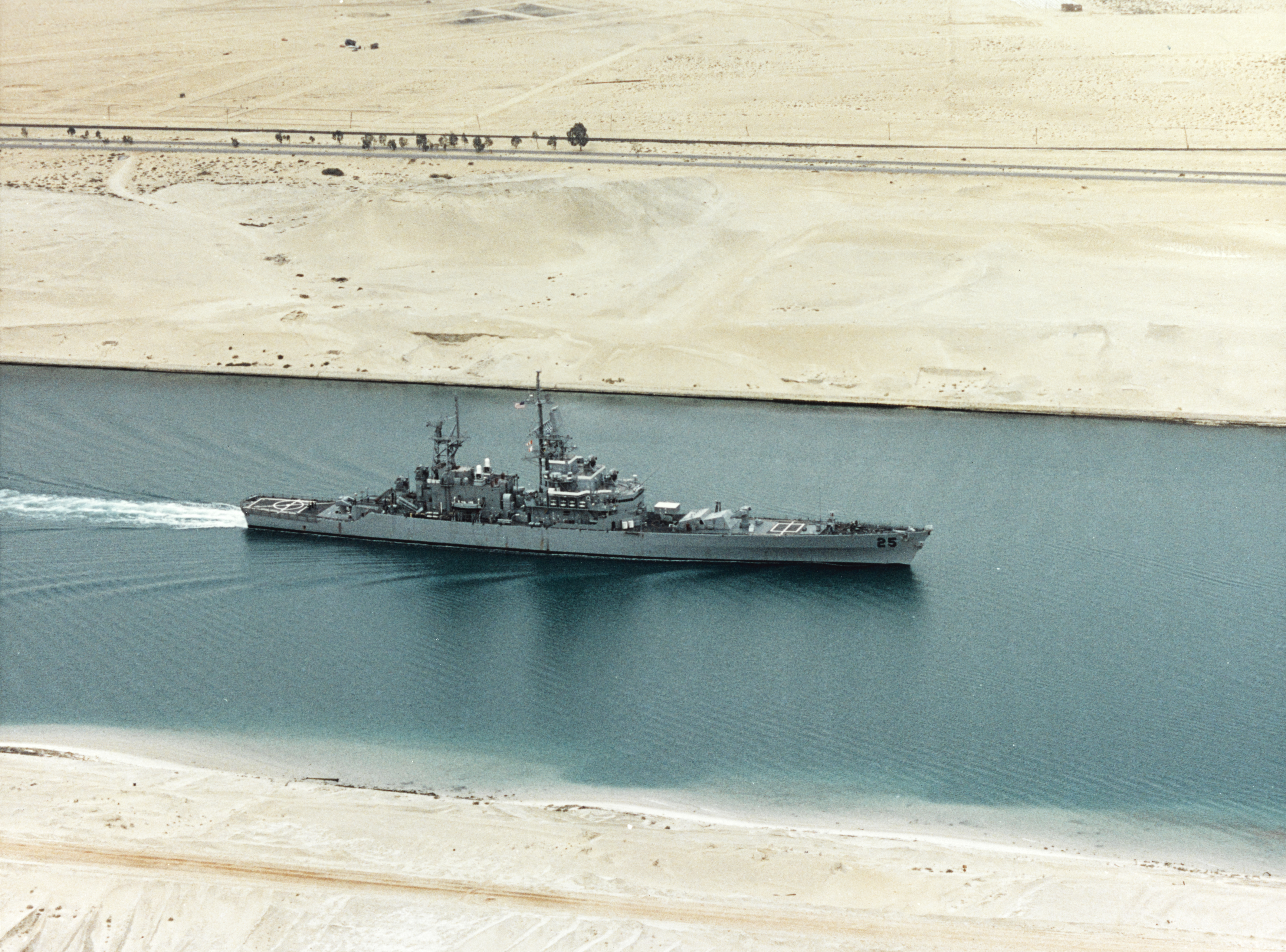
수에즈 운하를 지나는 미국 전함 USS 배인브리지

수에즈 운하는 평탄한 지형 때문에 갑문이 없으며, 운하 양 끝 사이의 해수면 차이도 미미하다.
평소에는 세 척의 호송선이 운하를 순찰한다. 두 척은 남행이고 한 척은 북행이다. 첫 번째 남행 호송선은 매일 아침 운하로 진입해서 그레이트 비터 호수로 가는데, 여기서 길을 막지 않도록 통행 항로를 벗어나 정박하며 북행 호송선이 통과하길 기다린다. 북행 호송선은 엘 칸타라 인근 우회로에 정박한 두 번째 남행 호송선을 지나간다.
운하를 통과하는 속도는 8노트(15 km/h)로 11~16시간 정도 걸린다. 배가 일으키는 파동으로 운하 양안이 침식되지 않도록 느린 속도로 움직이는 것이다.
1955년에는 유럽의 석유 2/3 가량이 이 운하를 통과했다. 현재 세계 해상 무역량의 7.5%가 이 운하를 통해 이동한다. 2008년 21,415척이 통과하였고, 통과료 수입이 총 $53.81억이었다. 이는 이집트의 2008년 GDP $4,525억의 1.2%에 해당한다. 1척당 평균 통과비용은 대략 $25만이었다.
수에즈 운하는 중립지대로서 이집트가 관리만 할 뿐 주권이 미치진 않고 수에즈운하에 대한 임의적인 조치는 할 수 없다.

## 같이 보기
- 수에즈주
- 운하
  - 파나마 운하